# Hospitalismus
Unter Hospitalismus (ursächlich auch Deprivationssyndrom genannt) versteht man alle negativen körperlichen und psychischen Begleitfolgen einer Deprivation durch mehr oder weniger massiven Entzug sozialer Interaktionen.
Zu den schlimmsten Ursachen gehören mangelnde Umsorgung und lieblose Behandlung von Säuglingen und Kindern durch ihre primären Bezugspersonen (Eltern), da die hierdurch verursachten Störungen ein Leben lang fortbestehen und nur sehr eingeschränkt behandelbar sind. Zusätzlich zu dem individuellen Leiden entstehen gesellschaftliche Kosten durch eingeschränkte Arbeitsfähigkeit oder Betreuungsbedarfe.
Waisenheim und Krankenhaus bieten auch heute noch meist keine ausreichende psychosoziale Unterstützung, z. B. durch fehlendes und wechselndes, jedoch auch unqualifiziertes Personal.
Durch andere Formen der Deprivation wie Isolationshaft können auch gesunden Erwachsenen entsprechende seelische und körperliche Leiden zugefügt werden. Dauerhafte Isolationshaft gilt daher als Folter, insbesondere wenn sie nicht nur den Entzug sozialer Interaktion, sondern auch optischer und akustischer Reize bedeutet (sensorische Deprivation).
Der Begriff Deprivation stammt vom lateinischen Wort „deprivare“ für „berauben“ ab und bezieht sich hier auf den Entzug von Reizen und psychosozialer Zuwendung.

## Ursächliche Bezeichnungen
Je nach Ursache und Schweregrad spricht man beim Hospitalismus auch von psychischem Hospitalismus (Deprivationssyndrom, psychische Deprivation) oder von infektiösem Hospitalismus. Ist die Vernachlässigung hauptsächlich seelischer/emotionaler Art, spricht man von psychischem Hospitalismus (Deprivationssyndrom, emotionale Deprivation). Besteht die Vernachlässigung im Vorenthalten pflegerischer sowie fürsorgerischer Maßnahmen oder ist die seelische oder psychische Deprivation so schwerwiegend, dass sie sich sowohl seelisch als auch körperlich manifestiert, spricht man von infektiösem Hospitalismus. Eine klare Trennung der Termini kann jedoch nicht oder nur grob erfolgen, denn die Übergänge sind fließend, und es sind stets die individuellen Umstände zu berücksichtigen. Es wird davon ausgegangen, dass eine schwere seelische Deprivation auch körperliche Folgen nach sich zieht und umgekehrt bei schwerer pflegerischer Vernachlässigung auch psychische Symptome auftreten.

### Psychiatrischer Hospitalismus

#### Hospitalismus in der ICD-10-GM
Je nach Art der Störung werden für die Bezeichnung Hospitalismus in der klinischen Praxis verschiedene ICD-10-Diagnoseschlüssel verwandt, nämlich folgende:
- Reaktive Bindungsstörung, ICD-10 F94.1 (dieser Diagnoseschlüssel wird meistens verwendet)
- Ungehemmte Bindungsstörung, ICD-10 F94.2
- Anpassungsstörung, ICD-10 F43

Ursächliche Differenzialbezeichnungen werden intern und individuell verwendet, besitzen jedoch keinen eigenen ICD-10-Diagnoseschlüssel.

#### Kaspar-Hauser-Syndrom
In Medizin und Psychologie verwendet man für die schwerste Form von Hospitalismus oft den Begriff „Kaspar-Hauser-Syndrom“ bei völligem Reizentzug in Kombination mit Misshandlung bzw. falscher Haltung oder Einpferchung. Der Name des „Kaspar-Hauser-Syndroms“ leitet sich von Kaspar Hauser ab, der laut zeitgenössischen Berichten jahrelang in einem dunklen Raum allein eingesperrt worden war. Der Begriff wird sowohl für Kinder (selten) als auch für Tiere (häufiger) verwendet, die über lange Zeit völligem Reizentzug und Misshandlungen ausgesetzt waren und somit in ihrer Entwicklung gestört wurden.
Ein Beispiel für das „Kaspar-Hauser-Syndrom“ ist die Geschichte des Hundes „Michi“, der seit seinem sechsten Lebensmonat in einem Käfig in der amtlichen Hamburg-Harburger Hundeverwahrstelle gehalten wurde. Als dieser Hund in eine Familie kam, wies er deutliche Zeichen sozialer Deprivation auf. Er verhielt sich außerhalb des Zwingers extrem ängstlich. Selbst auf Hunde reagierte er zunächst ängstlich. Alle Reize der belebten und unbelebten Umwelt ängstigten ihn stark. Die beschriebene Kaspar-Hauser-Symptomatik kann wohl auf die isolierte Zwingerhaltung in Harburg zurückgeführt werden.
Ein anderes Beispiel für das „Kaspar-Hauser-Syndrom“ sind Kinder aus den Waisen- und Kinderheimen in Rumänien, besonders unter der Herrschaft Ceaușescus. Im Heim „Cighid“ lebten bis 1990 über 100 Kinder unter von Schmutz, Kälte, ungenügender Bekleidung, Mangelernährung und fehlender menschlicher Zuwendung geprägten Verhältnissen. Viele von ihnen konnten, trotz vorhandener körperlicher Fähigkeiten, nicht kriechen oder gehen, weil sie nicht gefördert worden waren bzw. weil ihre Beinmuskulatur vom langen, bewegungslosen Hocken verkümmert war.

#### Psychischer Hospitalismus (Deprivationssyndrom)
Psychischer Hospitalismus wird auch als Hospitalismus-Syndrom, Hospitalschaden, Deprivationssyndrom, anaklitische Depression oder emotionale/seelische Deprivation bezeichnet. Der Begriff Hospitalismus geht auf den österreichischen Pädiater Meinhard von Pfaundler zurück, der 1901 nachweisen konnte, dass Spitalsschädigungen bei Säuglingen und Kindern in Kliniken mit einer Muttertrennung in Verbindung zu bringen sind.
Er äußert sich durch Entwicklungsverzögerungen und Entwicklungsstörungen bei längerem Krankenhaus- oder Heimaufenthalt infolge unpersönlicher Betreuung und mangelhafter individueller Zuwendung (Mangel an Reizen, Mangel an Zuwendung). Durch die Einweisung in ein Heim, die lieblose Betreuung zu Hause, die Trennung der Eltern oder gar Kindesmisshandlung kommt es oft zu einer ängstlich-widerstrebenden oder einer ängstlich-vermeidenden Bindung des Kindes an die Erzieher. Das Urvertrauen der Kinder wird frühzeitig wieder zerstört. Psychischer Hospitalismus kommt häufig in Krankenhäusern, Kinder- und Jugendheimen und auch in manchen Familien vor, wenn die Kinder „wie am Fließband“ und unter Zeitdruck „abgefertigt“ werden, das heißt, nicht ausreichend Zuwendung erhalten.
Bekannt sind die Forschungen von René Spitz zur Entwicklung der Beziehung zwischen Mutter und Kind im ersten Lebensjahr. Untersuchungen der gestörten Mutterbeziehungen des Säuglings bei widersprüchlichem Mutterverhalten: Aktive und passive Ablehnung des Kindes, Überfürsorglichkeit, abwechselnde Feindseligkeit und Verwöhnung, mit Freundlichkeit verdeckte Ablehnung. Solche Bedrohungen der Beziehung führen je nach Art der gestörten Objektbeziehung zu verschiedenen schweren psychischen und psychosomatischen Störungen beim Kind.
Die tschechische Kinderpsychologische Schule unter Zdeněk Matějček hat in wichtigen Langzeitstudien die Entwicklungsbedingungen von Kindern und ihre Folgen in verschiedenen Settings (Heime, Tages- und Wochenkrippen, Horte, Internate, Familie) bis weit ins Erwachsenenalter untersucht.
Harry Harlow zeigte mit jungen Rhesusaffen und einer Mutter-Attrappe aus Drahtgeflecht als Milchspender und einer zweiten mit Stoffbezug als Kuscheltier, dass Kuscheln einen sehr hohen Stellenwert beim Aufwachsen hat. Affen, die ohne Spielgefährten heranwuchsen, wirkten später oft ängstlicher als ihre Artgenossen, die mit Gleichaltrigen herangewachsen waren. Völlig isoliert aufgezogene Tiere waren später derart verhaltensgestört, dass sie oft zur Aufzucht eigener Jungen nicht mehr fähig waren.
Mit dem psychischen Hospitalismus verwandt ist die Verwahrlosung von Kindern und Jugendlichen; sie werden sich selbst überlassen. Früher hat man den Hospitalismus auch als Frühverwahrlosung bezeichnet. Frühe Forschungen gab es dazu von August Aichhorn.
Ähnliche Erscheinungen kommen auch bei Erwachsenen in Krankenhäusern, Seniorenheimen und in der Psychiatrie vor, wenn sie lieblos betreut werden und von der übrigen Bevölkerung abgeschnitten sind.
Ähnliche Störungen kommen auch bei Tieren vor. In einem Tierversuch hat man Küken isoliert in verschiedenen Käfigen gehalten und beobachtet. Nach einiger Zeit saßen sie in einer Ecke des Käfigs und starrten die Wand an. Bei Pferden im Stall kann man teilweise beobachten, dass sie sich hin und her wiegen, wenn sie über längere Zeit sich selbst überlassen und ohne äußere Reize sind (sog. Weben; weitere psychische Verhaltensstörung: Koppen (Gewährsmangel)). Manche Zootiere, die lange Zeit in Gefangenschaft leben, neigen zu Stereotypien, die sich etwa in motorischer Unruhe manifestieren (z. B. an der Wand hin und her laufen). So ist bei Eisbären zu beobachten, die in der Natur viel Bewegung brauchen und im Zoo stark eingeschränkt sind, dass diese den Kopf wie in Trance stark hin und her wiegen.

## Ursachen
Hospitalismus kann überall dort entstehen, wo Menschen zu wenig (Vernachlässigung) oder negative (Ablehnung) emotionale Beziehungen (Bindungsstörung) erhalten. Eine mögliche Ursache ist zum Beispiel Personalmangel in Alten-, Pflege- und Kinderheimen sowie Krankenhäusern. Es ist auch in Familien anzutreffen, in denen die Eltern mit der Pflege der Kinder überfordert sind oder diese aus irgendwelchen Gründen ablehnen.
Hospitalismusfördernd ist das Fehlen optischer sowie akustischer Stimulation, was sich aus folgenden Beobachtungen ergibt:
- wenn Kinder in Waisenhäusern ausschließlich im Gitterbett „gehalten“ werden und keine Möglichkeit haben, sich selbstständig und frei in der Umgebung zu bewegen und z. B. im Garten oder mit anderen Kindern zu spielen (siehe hierzu René A. Spitz; Harry Harlow)
- längere Fixierung alter oder psychisch kranker Menschen in Pflegeheimen oder Psychiatrien
- Fehlen von sensorischer Stimulation in Kliniken: Farben, Bilder, Musik

Aus der fehlenden Stimulation als Folge schwerer Deprivation kann man die Ursache für das Vorhandensein von repetitiven Stereotypen sowie Wahrnehmungsverarbeitungsstörungen ableiten. Daher ist vor allem bei Kleinkindern, die sich in einer hospitalisierenden Umgebung befinden, keine zuverlässige Differenzialdiagnose zum Autismus möglich, denn im Zustand der schweren Deprivation zeigen nicht-autistische Kinder nahezu die gleichen Symptome. Eine klare Differenzierung zwischen Hospitalismus und Autismus kann daher nur außerhalb einer hospitalisierenden Umgebung erfolgen, wenn die Symptome von Hospitalismus abklingen, während die (gleichen) Symptome bei Autismus in unverminderter Intensität bleiben.

## Symptome und Beschwerden des Hospitalismus
Je nach individueller Situation des von Vernachlässigung Betroffenen kommen nicht alle Symptome vor oder sind je nach Ursache eher körperlicher oder eher seelischer Natur. Folgende Symptome aufgrund von Vernachlässigung können auftreten:
- Erhöhte Krankheitsanfälligkeit und Sterblichkeit der Säuglinge und Kinder, vermehrtes Auftreten von Infektionskrankheiten
- Störungen des Appetits (Appetitverminderung oder übermäßige Esslust), Essen wird gesammelt und irgendwo eingelagert, z. B. unterm Bett (bei Kindern, die neben der Vernachlässigung auch Hunger erfahren haben)
- Motorische Verlangsamung, ungenügende Reaktionsfähigkeit, Muskelabbau, Dekonditionierung
- Passive Grundstimmung, Teilnahmslosigkeit bis zur Apathie
- Kontaktstörungen (z. B. Kontaktarmut) und Wahrnehmungsstörungen, die dem Autismus stark ähneln können
- Erzwingen von Aufmerksamkeit, stehlen, lügen (bei Kindern)
- Resignation, mangelnder Genesungswille, Anaklitische Depression
- Mögliche Entwicklung einer reaktiven Bindungsstörung, einer Anpassungsstörung oder Borderline-Persönlichkeitsstörung als Folge der Resignation; bei Kindern aufgrund sehr langen Heimaufenthalts und extremer Deprivation (Deprivationssyndrom) sowie Fehlen von „Nestwärme“
- Motorische Unruhe und Stereotypien wie z. B. Jaktation (Jactatio capitis = Kopfwackeln, Jactatio corporis = Schunkeln) bis zur Selbstverletzung (zum Beispiel Anschlagen mit dem Kopf an die Wand), ständiges Umhergehen (eine Untersuchung hat ergeben, dass die ständige Jaktation den Menschen abstumpft und ihn in eine Art von Trance versetzt)
- Schnelle Ermüdbarkeit
- Geringe/fehlende Frustrationstoleranz (Neigung zu Wutanfällen), Aggressionen und Reizbarkeit
- Mangelnde soziale Integration oder gar keine Sozialisation, Neigung zu asozialem Verhalten, Vereinsamung
- Verstärktes Daumenlutschen
- Körperliche Retardierung (zum Beispiel Kleinwuchs oder Abmagerung durch mangelhafte Ernährung), Marasmus, schlechte Zähne
- Ungepflegtes Äußeres, verschmutzte und zerlumpte Kleidung, mangelnde Körperhygiene; bei Kindern spätes Sauberkeitsgefühl
- Intellektuelle und emotionale Retardierung, die das Ausmaß einer geistigen Behinderung annehmen kann (Pseudodebilität)
- Angstzustände, ängstlich-vermeidendes Verhalten
- Störungen der Konzentration und der Aufmerksamkeit
- Lernstörungen, späte Sprachentwicklung
- Leistungsschwäche
- Depressionen und Weinerlichkeit, depressive Grundstimmung
- Geringes Selbstwertgefühl
- Mangelhaftes Gefühl von Geborgenheit und wenig Urvertrauen (bei Kindern)
- Verantwortungslosigkeit gegenüber sich selbst und den Mitmenschen
- Mangelnde Kritikfähigkeit, gesteigerte Empfindlichkeit gegenüber Kränkungen
- Regression, Abbau kognitiver Fähigkeiten, erworbene Fähigkeiten gehen wieder verloren, ein Zurückgreifen auf frühere Verhaltensweisen, dies häufig bei Menschen in Altersheimen oder Krankenhäusern
- Monotone Bewegungen, ständig gleiche Fragestellungen

## Folgen und Komplikationen
Die Folgen von psychischem Hospitalismus (Deprivation, Deprivationssyndrom, anaklitische Depression) sind erst auf den zweiten Blick zu erkennen, können jedoch gravierender und langfristiger sein als beim körperlichen Hospitalismus. Mögliche Folgen sind psycho-affektive Störungen, also Verzögerungen und Veränderungen im Antrieb, in der Wahrnehmung und im Fühlen und Denken sowie emotionale Stumpfheit. Die Kinder können retardieren und/oder entwickeln später möglicherweise eine Bindungsstörung (ICD-10 F94), eine Borderline-Persönlichkeitsstörung (ICD F60.3) oder eine Anpassungsstörung (ICD-10 F43). Langzeitpatienten in Krankenhäusern, Altenheimen und Anstalten können regredieren und beispielsweise von einer Depression (ICD-10 F32) betroffen sein.

## Vorbeugung
Mittlerweile ermöglicht man Hautkontakt zwischen Mutter und Kind im Krankenhaus (so genanntes Bonding sowie das Rooming-in). Kinder, insbesondere in jungen Jahren, die nicht bei ihren Eltern leben können, werden vorzugsweise in besonders ausgewählten Pflegefamilien untergebracht.
Auch für körperlich, geistig oder seelisch behinderte (pflegebedürftige) Menschen gibt es inzwischen unabhängig von der jeweiligen Wohnform ein breites Repertoire prophylaktischer und therapeutischer Interventionen wie Basale Stimulation, Kinästhetik, Milieutherapie, tiergestützte Therapie. Viele Einrichtungen (Krankenhäuser und Heime) leisten professionelle Sozialarbeit, Sozialpädagogik oder Beschäftigungstherapie und organisieren ehrenamtliche Besuchsdienste, die regelmäßigen Kontakt mit alten und kranken Menschen halten.

## Differentialdiagnose
Es gibt auch andere Störungen mit ähnlichen Symptomen, z. B. der frühkindliche Autismus, das Asperger-Syndrom, manche Arten der Depression, die schizoide Persönlichkeitsstörung und bestimmte Formen der Schizophrenie. Ähnliches Verhalten kann auch bei ständiger Kindesmisshandlung vorkommen. Auch die geistige Behinderung ist vom Hospitalismus abzugrenzen, kann allerdings in Kombination auftreten. Die Störung, die dem psychischen Hospitalismus äußerlich betrachtet am ähnlichsten sieht, ist der frühkindliche Autismus (ICD-10 F84.0). Jedoch der Umstand, dass die Symptome des Hospitalismus mit deutlicher Verbesserung der Lebensumstände mit der Zeit verschwinden, ist es, der diese Störung vom Autismus unterscheidet und eine Differenzialdiagnose ermöglicht, denn Autismus ist im Gegensatz zu Hospitalismus nicht heilbar.

## Behandlung und Prognose
Die Symptome von Hospitalismus sind je nach Schweregrad der körperlichen und psychischen Symptome behandelbar durch frühzeitige Therapien, wobei Hospitalismus eine psychische und eine physische Therapie gleichermaßen erforderlich macht. Die Symptome gehen bei Besserung der äußeren Umstände, z. B. durch intensive Zuwendung und/oder den Wechsel in eine liebevolle und fürsorgliche Umgebung, deutlich zurück und verschwinden mit der Zeit. Hat sich aufgrund der seelischen Deprivation keine andere Störung wie z. B. eine reaktive Bindungsstörung entwickelt, verschwinden die Symptome mit Besserung der Lebensumstände sowie geduldiger und liebevoller Zuwendung. Es gilt: Je früher der Mensch aus der Situation der Vernachlässigung herauskommt, umso besser sind die Aussichten auf schnelles und völliges Verschwinden der Symptome. Bei schwerer erfahrener seelischer Deprivation kann eine längerfristige intensive psychotherapeutische Behandlung erforderlich werden, doch auch hier sind die Prognosen gut, wenn das Kind so schnell wie möglich aus der Situation der Vernachlässigung heraus und in eine liebevolle und fürsorgliche Umgebung kommt.

## Ausblick für Lösungen
Mittlerweile versucht man, Flüchtlings- oder Waisenkinder in geeigneten Pflegefamilien oder in Kinderdörfern unterzubringen, damit es nicht zu Deprivations-Erscheinungen kommt. In Hamburg gibt es die Evangelische Stiftung Alsterdorf, wo Menschen mit kognitiver Behinderung und ohne Behinderung gemeinsam in einer Dorfanlage leben.
Ein Lichtblick in der Betreuung alter und kranker Menschen sind qualitätsbewusste Heime, insbesondere Heime mit kleinen Wohngruppen (sog. Hausgemeinschaften) nach den Empfehlungen des „Kuratoriums Deutsche Altershilfe“, Einrichtungen des Betreuten Wohnens, die Hospizbewegung für pflegebedürftige Menschen in der akuten Sterbephase, die ambulante Pflege und integrative Therapieprogramme wie in Geel, bei dem psychisch kranke Menschen bei Familien aufgenommen werden.